# Josef Ballerstaller

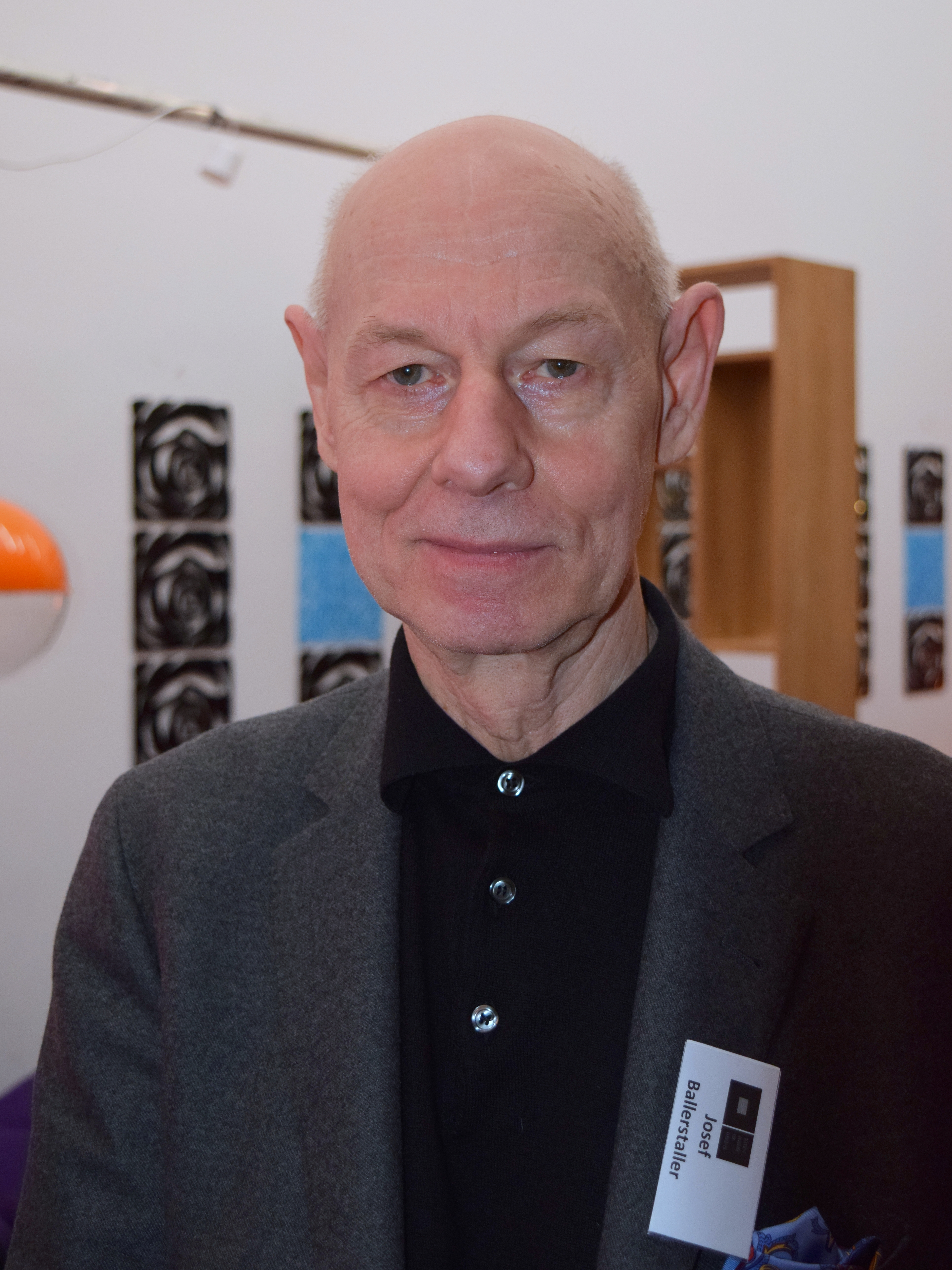
Josef Ballerstaller

Josef Ballerstaller ist ein deutscher Fernsehredakteur und Producer.

## Berufliche Laufbahn
Während seiner Zeit beim Bayerischen Rundfunk betreute er unter anderem die Sketchserie Voll Daneben mit Diether Krebs. In dieser Serie fand sich auch die Reihe „Familie Ballerstaller“ - eine augenzwinkernde Hommage an den gleichnamigen Redakteur.
Anfang der 1990er Jahre wechselte Ballerstaller zum Privatsender Sat.1, der damals noch in Berlin ansässig war. Dort war seine Aufgabe, den Unterhaltungsbereich mitzugestalten und weiterzuentwickeln.
Als Redakteur war er bei Sat.1 an zahlreichen Formaten beteiligt, darunter Pastewka, der Harald-Schmidt-Show, der Wochenshow, Ladykracher, Schillerstraße und Genial daneben.

## Erwähnungen
Im Sommer 1999 übernahm Ballerstaller für zwei Tage die Ansagerstimme im Opener der Harald-Schmidt-Show, da Nathalie Licard krankheitsbedingt ausfiel. In Anspielung auf die positive Zuschauerreaktion auf Ballerstallers markante, vom bayerischen Dialekt geprägte Stimme kündigte Harald Schmidt in der Sendung vom 24. September 1999 in einem satirischen Beitrag die fiktive Veröffentlichung von CDs an, auf denen Ballerstaller unter anderem Preise von Sonderangeboten, starke Verben sowie erotischen Schwulst vorträgt.
Am 11. März 2014 war Bastian Pastewka in einer der letzten Ausgaben der Harald-Schmidt-Show auf Sky zu Gast. Während der Sendung sprachen Schmidt, Pastewka und Nathalie Licard unter anderem über Josef Ballerstaller. Schmidt bezeichnete ihn dabei als Redakteur, dem er und Pastewka „viel zu verdanken“ hätten, sowie als „Sat.1-Legende“ und „Gentleman“. In diesem Zusammenhang versuchten sowohl Schmidt als auch Pastewka, Ballerstaller zu imitieren. Pastewka erklärte, er kenne fünf bis sechs Personen in Köln, deren Ballerstaller-Imitation besser sei als das Original, er selbst zähle jedoch nicht dazu.